# (9540) Михалков
(9540) Михалков (лат. Mikhalkov) — типичный астероид главного пояса, открыт 21 октября 1982 года советским астрономом Людмилой Карачкиной в Крымской астрофизической обсерватории и 4 мая 1999 года назван в честь советского и российского писателя и поэта Сергея Михалкова.

## Обнаружение и именование
(9540) Михалков
Открыт 21 октября 1982 года в Научном Л. Г. Карачкиной.
Назван в честь русского писателя и поэта Сергея Владимировича Михалкова (р. 1913), чьи замечательные стихи и басни — лучший компаньон для любого ребёнка.
Оригинальный текст (англ.)9540 Mikhalkov
Discovered 1982-10-21 by Karachkina, L. G. at Nauchnyj.
Named in honor of the Russian writer and poet Sergej Vladimirovich Mikhalkov (b. 1913), whose wonderful verses and fables are the best companion for any child.
Источники: 19981110/Numbers.arc; M.P.C. 34630.

## Орбита

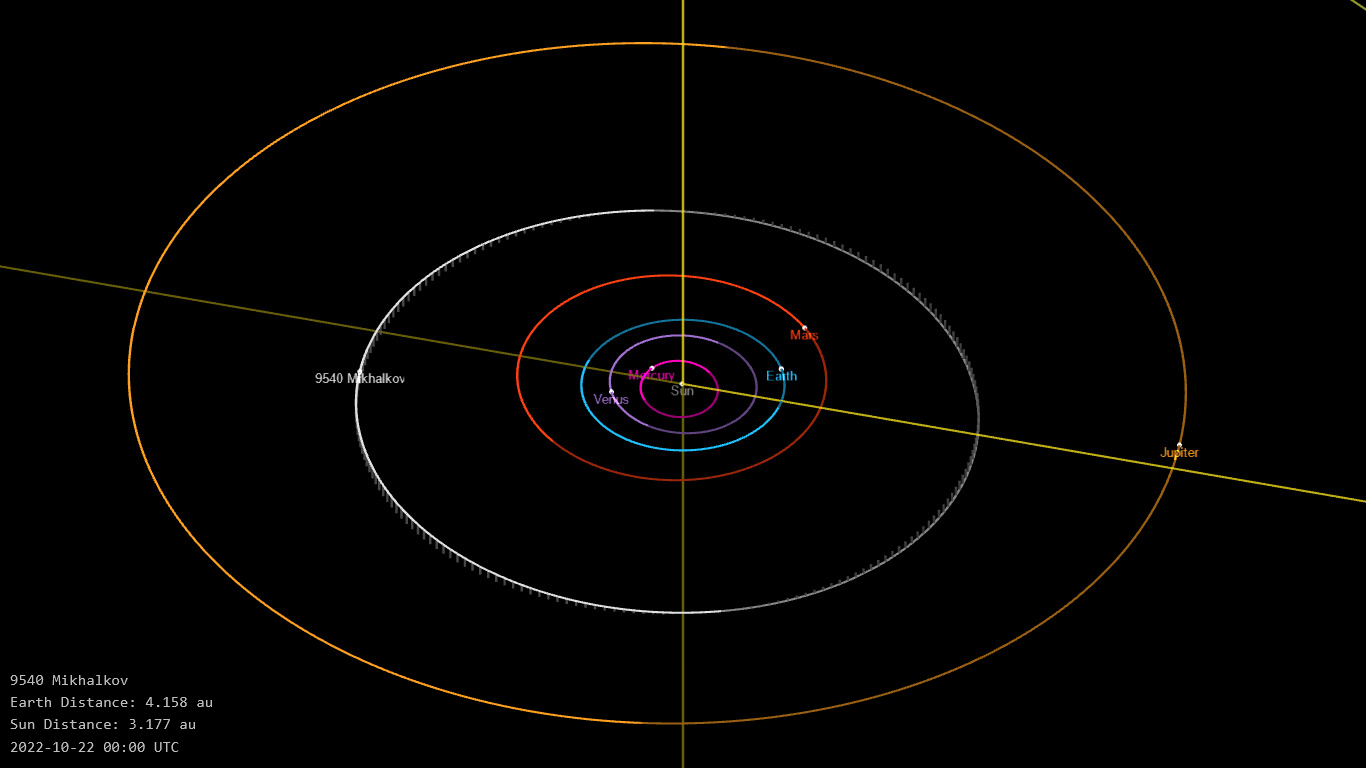
Орбита астероида Михалков и его положение в Солнечной системе

## Физические характеристики
Астероид относится к таксономическому классу C.
По результатам наблюдений в видимом и ближнем инфракрасном диапазоне космического телескопа NEOWISE диаметр астероида оценивается равным 13,182±0,095 км. Согласно тем же источникам альбедо оценивается как 0,0594±0,0057 и 0,059±0,006.